# 塔拉尼夫卡
49°37′35″N 36°9′13″E / 49.62639°N 36.15361°E
塔拉尼夫卡（烏克蘭語：Таранівка）是位於烏克蘭東部的村莊，由哈爾科夫州丘胡伊夫区的茲米伊夫市鎮負責管轄。該村始建於1685年，面積10.39平方公里，海拔高度197米，2001年人口5,085，人口密度每平方公里489.6人。